# Три народных принципа

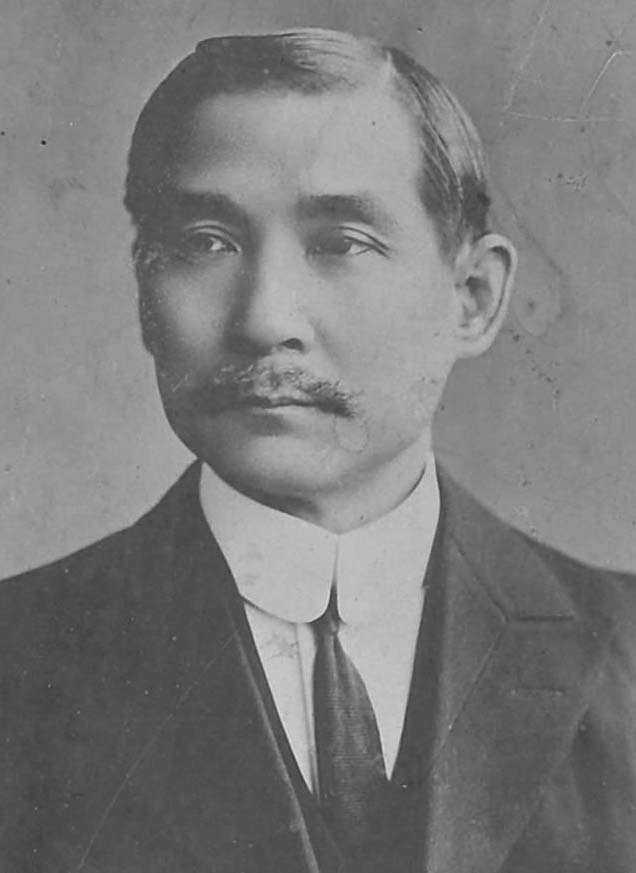
Сунь Ятсен — автор «трёх народных принципов»

Три народных принципа (доктрина Саньминь, кит. трад. 三民主義, упр. 三民主义, пиньинь Sān Mín Zhǔyì, палл. сань минь чжуи) — политическая доктрина, разработанная китайским политиком и философом Сунь Ятсеном. Часть политической философии, направленной на превращение Китая в свободное, процветающее и сильное государство.
Наследие идеологии «трёх народных принципов» наиболее очевидно прослеживается в государственном устройстве Китайской республики (Тайваня) и идеологии Гоминьдана. В частности, «народные принципы» упоминаются в первой строке государственного гимна Тайваня и в первой статье тайваньской конституции.

## Описание принципов

### Национализм
Принцип национализма (кит. трад. 民族主義, упр. 民族主义, пиньинь mínzú zhǔyì, палл. миньцзу чжуи) подразумевает освобождение Китая от доминации империалистических держав. Чтобы достигнуть этой цели, Сунь Ятсен считал необходимым развивать гражданский национализм (в противоположность этноцентризму) и «объединить различные народности Китая», прежде всего пять основных народностей: ханьцев, монголов, тибетцев, маньчжуров и мусульман (в частности, уйгуров). Единство пяти народностей символизировал пятицветный флаг Китайской республики (1911—1928). В действительности эта концепция означала искусственное включение этих народов, получивших права самоопределения после распада маньчжурской империи Цин, в национальное государство ханьцев — Китайскую Республику.

### Народовластие
Принцип демократии (кит. трад. 民權主義, упр. 民权主义, пиньинь mínquán zhǔyì, палл. миньцюань чжуи) соответствует конституционному правлению западного типа. Согласно Сунь Ятсену, идеальная для Китая политическая жизнь делится на две «власти»:
Политическая власть (кит. трад. 政權, упр. 政权, пиньинь zhèngquán, палл. чжэнцюань) — аналогичное западным гражданским правам и парламентаризму право людей выражать политические требования. К данной группе относится четыре вида прав: право на выборы, право на отзыв избранных представителей, право на законодательную инициативу и право на референдум. В соответствии с этим принципом было создано Национальное собрание Китайской республики.
Власть государственного управления (кит. трад. 治權, упр. 治权, пиньинь zhìquán, палл. чжицюань). Сунь Ятсен расширил западную теорию трёх ветвей государственного управления и системы сдержек и противовесов, соединив её с китайской традицией пяти ветвей правительства (кит. упр. 院, пиньинь yuàn, палл. юань): к законодательной, исполнительной и судебной власти (по философии Монтескьё) Сунь Ятсен добавил контрольную и экзаменационную (селективную). Первоначально законодательная власть должна была быть частью «власти государственного управления» и не равноценна национальному парламенту (входящему в «политическую власть»).

### Народное благосостояние
Принцип народного благосостояния (кит. трад. 民生主義, упр. 民生主义, пиньинь mínshēng zhǔyì, палл. миньшэн чжуи) понимался Сунь Ятсеном как создание индустриальной экономики и обеспечение равенства крестьянского землевладения (данная концепция возникла под влиянием американского мыслителя Генри Джорджа; её наследием является тайваньский налог на стоимость земельных участков). Сунь Ятсен выделял четыре группы средств к существованию (пища, одежда, жилье и транспорт) и планировал, как идеальное китайское правительство должно обеспечивать ими население. Принцип народного благосостояния иногда понимается как социализм или как проведение популистской политики.

## Истоки «трёх народных принципов»
Идеология «трёх народных принципов» возникла под влиянием опыта, полученного Сунь Ятсеном в США и содержит элементы американской политической мысли. Сунь Ятсен говорил, что был вдохновлен строкой из геттисбергской речи Авраама Линкольна: «правительство из народа, созданное народом и для народа». Кроме того, на Сунь Ятсена оказала значительное влияние идеология конфуцианства.
В наиболее чётком («каноническом») виде народные принципы приведены в сборнике речей Сунь Ятсена, собранных его другом Хуан Чангу и отредактированных самим Сунь Ятсеном.

## Наследие

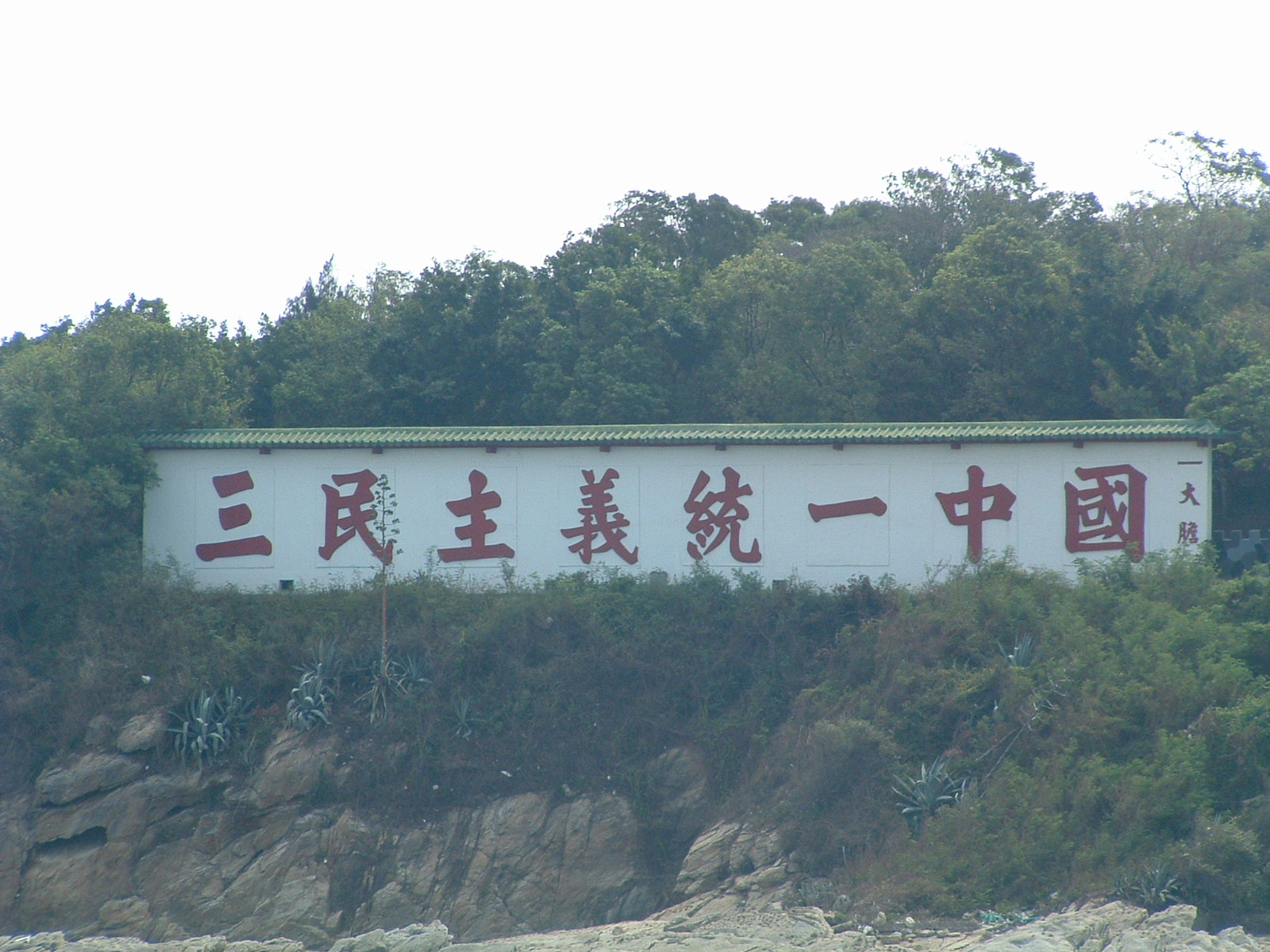
Лозунг «Китай объединят „Три народных принципа“», расположенный на одном из принадлежащих Тайваню островов Цзиньмэнь. На принадлежащем КНР противоположном берегу находится лозунг «Китай объединит политика „одна страна — две системы“»

«Три народных принципа» использовались различными партиями и группами интересов, причём их интерпретация значительно варьировала и, возможно, отличалась от идей самого Сунь Ятсена. В частности, Чан Кайши дополнил принцип «народного благосостояния», добавив в него ещё две группы средств к существованию: образование и отдых, а также выступал против отождествления этого принципа с коммунизмом или социализмом.
«Три народных принципа» использовались Гоминьданом под руководством Чан Кайши, Коммунистической партией Китая под руководством Мао Цзэдуна, а также коллаборационистским правительством Ван Цзинвея. Гоминьдан и КПК в значительной мере одинаково понимали принцип национализма, однако их понимание народовластия и народного благосостояния отличалось: первые рассматривали эти принципы с позиций западной социал-демократии, а последние — с точки зрения марксизма и коммунизма. Японское коллаборационистское правительство Ван Цзинвея интерпретировало национализм как сотрудничество с Японской империей в продвижении паназиатских, а не собственно китайских интересов.

### Китайская республика
В Тайване был создан ряд высших учебных заведений (факультетов и кафедр вузов), занимавшихся изучением и развитием «трех народных принципов». В конце 1990-х годов эти учреждения стали заниматься и другими политическими теориями, и сменили названия на идеологически нейтральные (например, «Институт демократических исследований»). В честь «трех принципов» («саньминь») или одного из них («миньцзу», «миньцюань» и «миньшэн») названы многие тайваньские улицы и организации.
«Три народных принципа» вышли из активного политического лексикона в середине 1980-х, однако остаются частью политической платформы Гоминьдана и конституции Тайваня. Критика самих принципов со стороны политических партий отсутствует, однако существуют противники формальной привязки конституции к каким-либо политическим принципам и индоктринации в системе образования. Существует тенденция интерпретации «трёх народных принципов» в локальном тайваньском, а не общекитайском контексте.